# Roberto Soravilla
Roberto Soravilla Fernández (1945-2012) fue un pintor realista y político español.

## Biografía
Nació el 26 de marzo de 1945 en Madrid, y se licenció en derecho en la Universidad Complutense de Madrid (UCM). Contrajo matrimonio en dos ocasiones y tuvo cuatro hijos de su primera mujer, María Carmen Agulló.
En 1980 pasó a ejercer la profesión de pintor, caracterizándose por un estilo realista. Afiliado desde 1986 a Alianza Popular (AP),  se convirtió en senador por Madrid en las elecciones de 1989 dentro de la lista del Partido Popular (PP).  Ocupó el escaño de senador en la iv, v y vi legislaturas de las Cortes Generales. Resultó elegido diputado por Madrid en las elecciones generales de 2000, renovando el acta de diputado en las elecciones de generales de 2004, 2008 y 2011.
Falleció a causa de un cáncer en el Hospital Ramón y Cajal el 21 de septiembre de 2012.